# 充容
充容是中國、越南帝王妃嬪称号。始於中國隋代。

## 中國
隋炀帝时始設，为正二品，列九嫔。唐朝后宫二品是九嫔包括昭仪、昭容、昭华、修儀、修容、修華、充仪、充容、充華。金朝也有充容。

## 越南
黎初朝（後黎朝初期）時黎聖宗開始設置，位列九嬪，為「三充」之一，後黎朝九嬪分為三昭（昭儀、昭容、昭媛）、三修（修儀、修容、修媛）、三充（充儀、充容、充媛）。

## 中國充容列表
- 唐太宗充容徐惠
- 唐德宗充容武氏
- 唐德宗充容崔氏
- 唐文宗充容杨氏